# جورج ايستمان
جورج ايستمان (بالإيطالية: George Eastman)‏ هو كاتب سيناريو ومخرج وممثل إيطالي، ولد في 16 أغسطس 1942 بجنوة في إيطاليا.

## وصلات خارجية
- جورج ايستمان على موقع IMDb (الإنجليزية)
- جورج ايستمان على موقع ألو سيني (الفرنسية)
- جورج ايستمان على موقع أول موفي (الإنجليزية)
- جورج ايستمان على موقع قاعدة بيانات الأفلام السويدية (السويدية)
- جورج ايستمان على موقع قاعدة بيانات الفيلم (الإنجليزية)
- جورج ايستمان على موقع كينوبويسك (الروسية)